# Vectrex 3D Imager
Vectrex 3D Imager é um periférico criado para o console Vectrex em 1984. Trata-se de um óculos 3D que cria uma ilusão de gráficos em terceira-dimensão em alguns games, sendo o primeiro periférico deste gênero na história dos videogames.

## Jogos Compatíveis
- 3D Mine Storm (vendido com o periférico)
- 3D Narrow Escape
- 3D Crazy Coaster

Não lançados
- 3D Pole Position